# 용석 (트로트 가수)
용석(본명: 윤용석)은 대한민국의 가수, 작사가이다.

## 데뷔
- 2021년 EP 앨범 '시나브로'

## 음반
- 2023년 삐리빠라뽀
- 2023년 그대 이름입니다
- 2021년 시나브로